# Sony CMD-J5
Sony CMD-J5 — сотовый телефон выпущенный корпорацией Sony в 2000 году. На момент выпуска, позиционировался производителем, как аппарат среднего ценового диапазона.

## Особенности и характеристики
Экран телефона способен отображать графику и до четырех градаций серого цвета, что на момент выпуска, выгодно отличало данный аппарат на фоне конкурентов с монохромными экранами. Телефон имеет графический интерфейс, который активно задействует фирменное колесико JogDial для осуществления навигации по пунктам меню и регулировки громкости динамика. Реализованный в аппарате синтезатор, позволяет воспроизводить полифонические рингтоны.  Функция цифрового диктофона позволяет осуществить запись на внутреннюю память телефона пять звуковых файлов длительностью до 10 секунд посредством микрофона телефона и использовать записи в качестве рингтонов. Имеется встроенная галерея с обоями представленных в виде полутоновых картинок.